# Kuurne-Brussel-Kuurne 2020
De 72e editie van de Belgische wielerwedstrijd Kuurne-Brussel-Kuurne werd gehouden op 1 maart 2020. De start en finish vonden plaats in Kuurne. De wedstrijd maakte deel uit van de UCI ProSeries-kalender als 1.Pro wedstrijd. De winnaar van 2019, de Luxemburger Bob Jungels, werd opgevolgd door zijn ploeggenoot Kasper Asgreen.

## Hellingen
| Nr. | Helling            | Gemeente            | Km+   | Km–   | Lengte  | Stijgingspercentage | Stijgingspercentage |
| Nr. | Helling            | Gemeente            | Km+   | Km–   | Lengte  | Gemiddeld           | Maximum             |
| --- | ------------------ | ------------------- | ----- | ----- | ------- | ------------------- | ------------------- |
| 1   | Volkegemberg       | Oudenaarde          | 33,0  | 168,0 | 1.000 m | 5,0 %               | 12,0 %              |
| 2   | Eikenmolen         | Lierde              | 47,5  | 153,5 | 350 m   | 5,9 %               | 12,5 %              |
| 3   | Bossenaarberg      | Etikhove/Maarkedal  | 79,2  | 121,8 | 1.300 m | 5,6 %               | 9,0 %               |
| 4   | Mont Saint-Laurant | Frasnes-lez-Anvaing | 96,4  | 104,6 | 1.300 m | 7,8 %               | 17,0 %              |
| 5   | Hoppeberg          | Vloesberg           | 111,1 | 89,9  | 1.880 m | 4,8 %               | 10,0 %              |
| 6   | Kanarieberg        | Ronse               | 116,3 | 84,7  | 1.000 m | 7,7 %               | 14,0 %              |
| 7   | Kruisberg          | Ronse               | 123,6 | 77,4  | 1.800 m | 4,8 %               | 9,0 %               |
| 8   | Hotondberg         | Kluisbergen         | 125,4 | 75,6  | 2.700 m | 3,1 %               | 7,5 %               |
| 9   | Knokteberg         | Mont-de-l'Enclus    | 133,3 | 67,7  | 1.260 m | 7,0 %               | 13,0 %              |
| 10  | Oude Kwaremont     | Kluisbergen         | 143,1 | 57,9  | 2.200 m | 4,0 %               | 11,6 %              |
| 11  | Kluisberg          | Kluisbergen         | 149,9 | 51,1  | 1.100 m | 6,0 %               | 11,0 %              |

## Uitslag
| Plaats  | Naam                 | Ploeg                      | Tijd     |
| ------- | -------------------- | -------------------------- | -------- |
| Winnaar | Kasper Asgreen       | Deceuninck–Quick-Step      | 4u45'28" |
| 2       | Giacomo Nizzolo      | NTT Pro Cycling            | + 2"     |
| 3       | Alexander Kristoff   | UAE Team Emirates          | z.t.     |
| 4       | Fabio Jakobsen       | Deceuninck–Quick-Step      | z.t.     |
| 5       | Jasper Stuyven       | Trek-Segafredo             | z.t.     |
| 6       | Hugo Hofstetter      | Israel Start-Up Nation     | z.t.     |
| 7       | Sonny Colbrelli      | Bahrain McLaren            | z.t.     |
| 8       | Ben Swift            | Team INEOS                 | z.t.     |
| 9       | Dries Van Gestel     | Total Direct Énergie       | z.t.     |
| 10      | Jürgen Roelandts     | Movistar Team              | z.t.     |
| 11      | Kristoffer Halvorsen | EF Education First         | z.t.     |
| 12      | Fabian Lienhard      | Groupama-FDJ               | z.t.     |
| 13      | Anthony Turgis       | Total Direct Énergie       | z.t.     |
| 14      | Robert Stannard      | Mitchelton-Scott           | z.t.     |
| 15      | Eduard Prades        | Movistar Team              | z.t.     |
| 16      | Jempy Drucker        | BORA-hansgrohe             | z.t.     |
| 17      | Damien Touzé         | Cofidis, Solutions Crédits | z.t.     |
| 18      | John Degenkolb       | Lotto Soudal               | z.t.     |
| 19      | Alex Aranburu        | Astana Pro Team            | z.t.     |
| 20      | Clément Venturini    | AG2R La Mondiale           | z.t.     |

1945 · 1946 · 1947 · 1948 · 1949 · 1950 · 1951 · 1952 · 1953 · 1954 · 1955 · 1956 · 1957 · 1958 · 1959 · 1960 · 1961 · 1962 · 1963 · 1964 · 1965 · 1966 · 1967 · 1968 · 1969 · 1970 · 1971 · 1972 · 1973 · 1974 · 1975 · 1976 · 1977 · 1978 · 1979 · 1980 · 1981 · 1982 · 1983 · 1984 · 1985 · 1986 · 1987 · 1988 · 1989 · 1990 · 1991 · 1992 · 1993 · 1994 · 1995 · 1996 · 1997 · 1998 · 1999 · 2000 · 2001 · 2002 · 2003 · 2004 · 2005 · 2006 · 2007 · 2008 · 2009 · 2010 · 2011 · 2012 · 2013 · 2014 · 2015 · 2016 · 2017 · 2018 · 2019 · 2020 · 2021 · 2022 · 2023 · 2024 · 2025
Lijst van beklimmingen